# Pinho (Espanha)

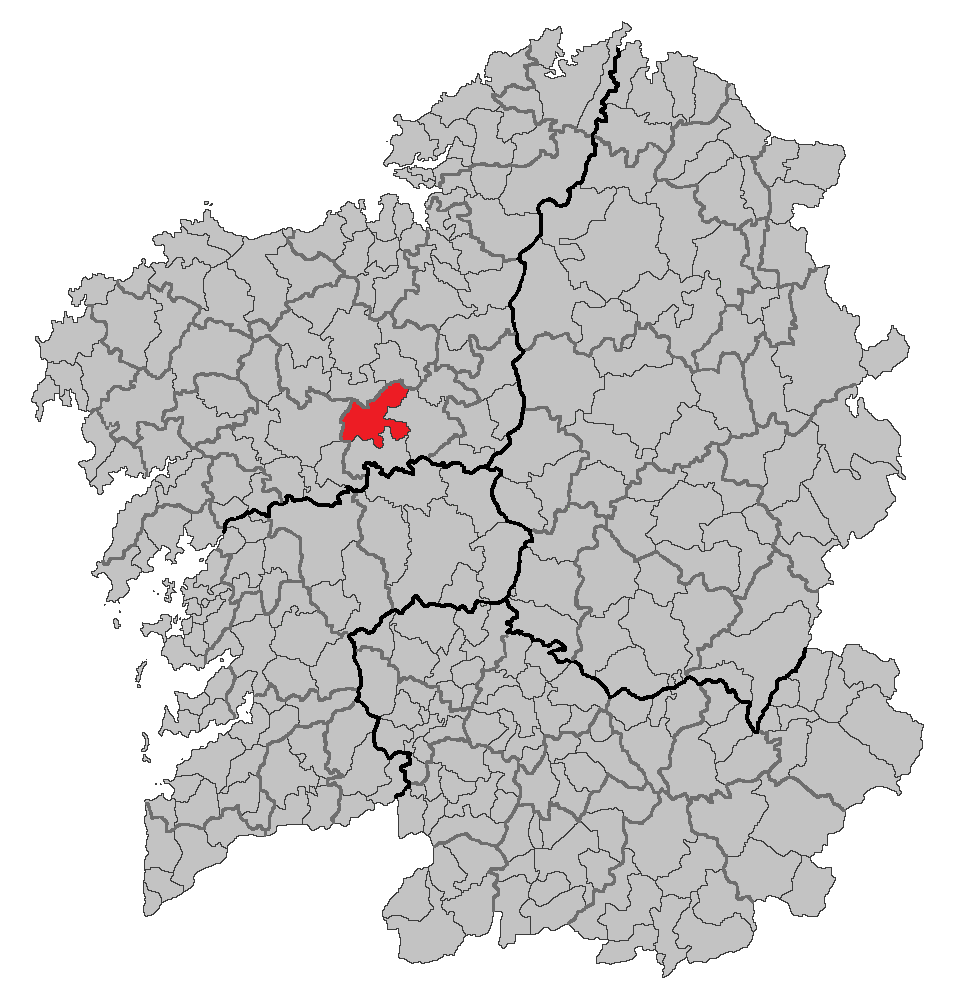
Localização do Pinho

O Pinho (em galego, O Pino e em espanhol, El Pino) é um município da Espanha na província 
da Corunha, 
comunidade autónoma da Galiza, de área 133,00 km² com 
população de 4832 habitantes (2007) e densidade populacional de 37,14 hab/km².

## Demografia
| Variação demográfica do município entre 1991 e 2004 | Variação demográfica do município entre 1991 e 2004 | Variação demográfica do município entre 1991 e 2004 | Variação demográfica do município entre 1991 e 2004 |
| --------------------------------------------------- | --------------------------------------------------- | --------------------------------------------------- | --------------------------------------------------- |
| 1991                                                | 1996                                                | 2001                                                | 2004                                                |
| 5281                                                | 5056                                                | 4868                                                | 4940                                                |